# Reading (Pensilvânia)
Reading é uma cidade localizada no estado norte-americano da Pensilvânia, no Condado de Berks. Foi fundada em 1748.

## Geografia
De acordo com o United States Census Bureau, a cidade tem uma área de 26,3 km², onde 25,6 km² estão cobertos por terra e 0,7 km² por água.

### Localidades na vizinhança
O diagrama seguinte representa as localidades num raio de 8 km ao redor de Reading.

## Demografia
Segundo o censo nacional de 2020, a sua população é de 95,1 mil habitantes e sua densidade populacional é de 3 730,88 hab/km². É a quinta cidade mais populosa da Pensilvânia. Possui 34 208 residências, que resulta em uma densidade de 1 336,82 residências/km².

## Pessoas notáveis
- Taylor Swift, cantora